# Clausia aprica
Clausia aprica är en korsblommig växtart som först beskrevs av Christian Friedrich Stephan, och fick sitt nu gällande namn av Korn.-trotzky. Clausia aprica ingår i släktet Clausia och familjen korsblommiga växter. Inga underarter finns listade i Catalogue of Life.

## Bildgalleri

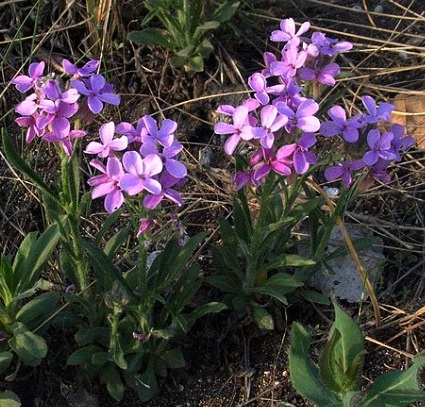
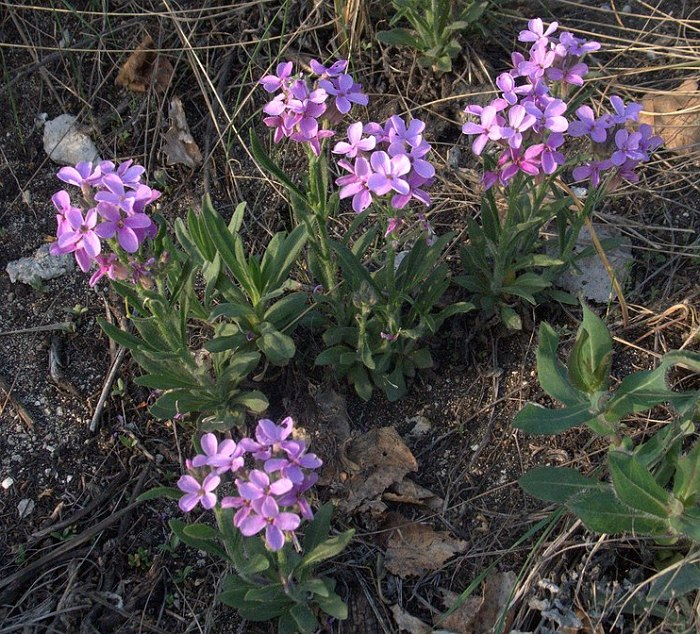